# Frank Sherwood Rowland
Frank Sherwood Rowland, właśc. Franklin Sherwood Rowland (ur. 28 czerwca 1927 w Delaware, zm. 10 marca 2012 w Newport Beach) – amerykański chemik, laureat Nagrody Nobla.

## Życiorys
Jego ojciec był profesorem matematyki na zlokalizowanym w Delaware Uniwersytecie Wesleyan. W 1948 roku F. Sherwood Rowland uzyskał tam stopień bakałarza. Kontynuował studia na Uniwersytecie Chicagowskim, na którym w 1952 uzyskał stopień doktora. Wykładowcami chemii fizycznej byli tam Harold Urey, a później Edward Teller, a chemii nieorganicznej Henry Taube. Dodatkowo Rowland uczęszczał na wykłady z fizyki jądrowej prowadzone przez Marię Göppert-Mayer i Enrica Fermiego. Wykładowcą radiochemii i jego mentorem był Willard Libby, kończący wówczas nagrodzone Nagrodą Nobla prace dotyczące datowania radiowęglowego. Praca Rowlanda dotyczyła radioaktywnych atomów bromu, uzyskiwanych w cyklotronie.
Po ukończeniu doktoratu odbył staże na Uniwersytecie Princeton (1952–1956) i Uniwersytetu Kansas (1956–1964). W 1964 został profesorem na Uniwersytecie Kalifornijskim w Irvine. Tam rozpoczął u niego staż podoktorski Mario Molina.
Rowland i Molina stwierdzili, że freony mogą ulegać destrukcji w atmosferze, a uwalniany z nich chlor katalizuje rozpad cząsteczek ozonu. Pierwsze wyniki badań opublikowali w czasopiśmie Nature w 1974 roku.
W 1989 został, wraz z Eliasem Coreyem, laureatem Nagrody Japońskiej.
W 1995 roku otrzymał, wraz z Paulem Crutzenem i Mario Moliną, nagrodę Nobla w dziedzinie chemii za wkład w badania chemii atmosfery, zwłaszcza procesów powstawania i destrukcji warstwy ozonowej (tj. występowania tzw. dziury ozonowej).